# Angelner Dampfeisenbahn

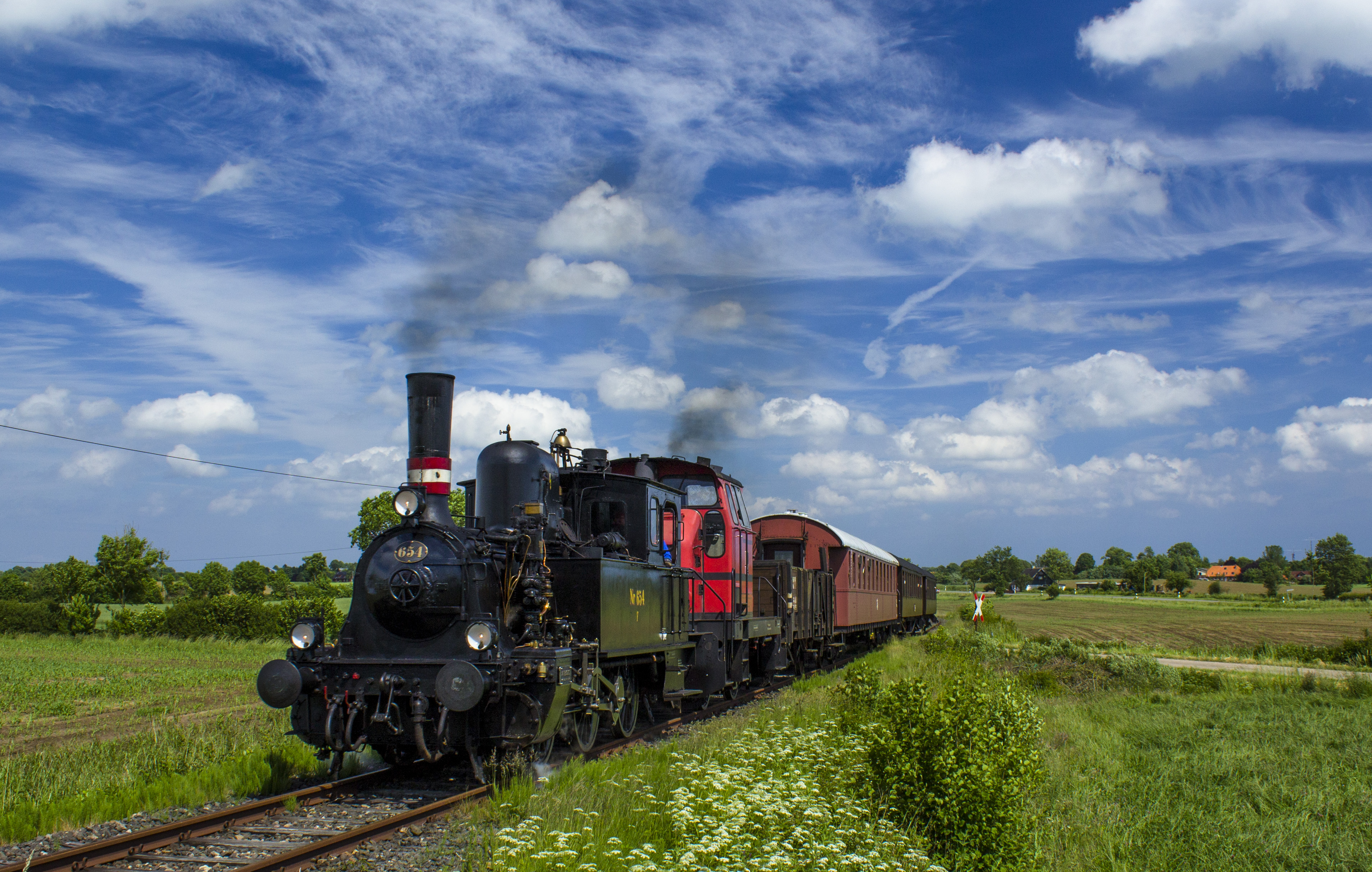
Der ehemalige Museumszug der Angelner Dampfeisenbahn in Wagersrott. (2017, Schleswiger Kreisbahn)

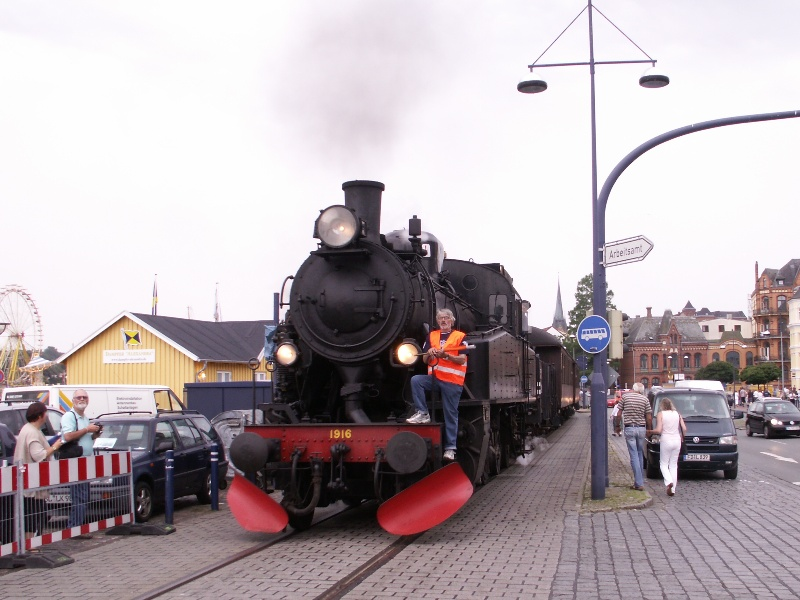
Museumszug der Angeln-Bahn auf der inzwischen stillgelegten Flensburger Hafenbahn (2007)

Die Angelner Dampfeisenbahn (auch: Angelner Eisenbahn oder Angeln-Bahn genannt) ist eine Museumseisenbahn, die auf der Strecke Süderbrarup–Kappeln Fahrten durch Angeln durchführt.

## Geschichte

### Freunde des Schienenverkehrs Flensburg
Der Museumsbahnbetrieb der 1973 gegründeten Freunde des Schienenverkehrs Flensburg e. V. startete 1979 zu den Heringstagen zwischen Kappeln und Süderbrarup.

### Angeln Bahn GmbH
Die Angeln Bahn GmbH – Eisenbahnbetriebsgesellschaft – (AB) wurde am 6. Dezember 1994 gegründet, um für die Freunde des Schienenverkehrs Flensburg e. V. die Museumsbahnfahrten durchzuführen. Daneben fuhr die Angeln-Bahn auch Güterverkehr im Auftrag der NVAG, vorrangig für die Cremilk in Kappeln und führte Rangieraufgaben in Flensburg für den Flensburg-Express durch. Durch die Insolvenz der Flex Verkehrs-AG und der NVAG entstanden Verbindlichkeiten  von etwa 50 000 Euro, weswegen die Angeln-Bahn GmbH Ende 2004 Insolvenz anmelden musste. Das Verfahren wurde am 1. April 2005 eröffnet und danach die Gesellschaft aufgelöst.

### Feld- und Kleinbahn-Betriebsgesellschaft mbH und Angelner Eisenbahn Gesellschaft
An ihre Stelle trat als Eisenbahninfrastrukturunternehmen anschließend zunächst die „Feld- und Kleinbahn-Betriebsgesellschaft mbH“ und ab 2009 die „Angelner Eisenbahn Gesellschaft“. Im Sommer 2005 begannen wieder die Museumsbahnfahrten.

## Zukunft
Die Zukunft der Strecke ist ungewiss, da für den Weiterbetrieb Investitionen in Höhe von rund 2,5 Millionen Euro anstehen. Die Gleisanlagen sowie der Lokschuppen in Kappeln gehören dem Kreis Schleswig-Flensburg, der diese Einrichtungen für einen Euro an die Gesellschaft verpachtet hat. Für den Streckenunterhalt und Investitionen ist daher die Betreibergesellschaft verantwortlich.
Im Mai 2017 gab der Kreis bekannt, die Strecke für einen negativen Kaufpreis von 60.000 Euro verkaufen zu wollen. Die Anrainergemeinden der Strecke planen, einen Zweckverband mit dem Ziel zu gründen, den Betrieb der Museumsbahn weiterhin zu ermöglichen. Der gegründete Eisenbahninfrastrukturzweckverband mit Sitz in Kappeln erließ am 26. März 2019 eine entsprechende Satzung.
Ab dem 17. Juli 2021 verkehrten 2021 saisonal an Samstagen drei und an Sonntagen zwei Zugpaare Kappeln–Süderbrarup–Eckernförde. Eingesetzt wurden Dieseltriebwagen der DB-Baureihe 628 oder der DB-Baureihe VT 98, die am wieder eingerichteten Haltepunkt Lindaunis hielten. 2022 verkehrten die Züge nur an Samstagen mit den beiden VT 98.

## Fahrzeuge
Die Angelner Dampfeisenbahn hat überwiegend skandinavische Fahrzeuge im Einsatz.
| Fahrzeug              | Typ               | Nummer                   | Baujahr   | Herkunft                                  | Bild | Anmerkung |
| --------------------- | ----------------- | ------------------------ | --------- | ----------------------------------------- | ---- | --- |
| Dampflok              | DSB F             | F 654 „Julchen“          | 1949      | DSB                                       |      | Hauptuntersuchung März 2016, im August 2016 abgestellt, benötigt neuen Kessel, Im Oktober 2016 wurde die Untersuchungsfrist verlängert, um die Lok bis zum Ende der Saison 2017 zu nutzen. Wegen Kesselschaden im Oktober 2017 abgestellt. Im Sommer 2020 stand die Lok unabgedeckt im Freien abgestellt, alle Anbauteile wurden entfernt. Im Herbst 2020 wurde sie an den Kulturlokschuppen in Neumünster verkauft und am 18. November per LKW in das Bahnbetriebswerk Neumünster gebracht.                                                  |
| Dampflok              | SJ S1             | S 1916 „Schöne Schwedin“ | 1952      | SJ                                        |      | HU im Jahr 2017, seit November 2017 wieder betriebsbereit. |
| Dampflok              | GBJ S             | S 23                     | 1918      | Göteborg–Borås Järnväg (GBJ)              |      | 1918 an GBJ geliefert, 1937 von Borås–Alvesta Järnväg (BAJ) erworben, mit Verstaatlichung der BAJ 1940 von SJ als SJ S4 1611 übernommen, 1947 in SJ S6 1611 umgezeichnet, als Bereitschaftslokomotive 1960 in Borås hinterstellt, 1970 ausgemustert und 1972 an Helsingborgs Veteranjärnväg wieder als GBJ S 23 abgegeben. Von 1973 bis 1985 eingesetzt und 1980 von Klippan–Ljungbyheds Järnväg übernommen. 1993 an Angelner Dampfeisenbahn verkauft. 2002 an Museumspoorlijn STAR in die Niederlande abgegeben, dort als Britta abgestellt. |
| Diesellok             | Henschel DH 240 B | Diesellok 1 „Zuckersusi“ | 1959      | Zuckerfabrik Schleswig                    |      | |
| Diesellok             | LEW V60D          | Diesellok 2              | 1978      | Kabelwerk Schwerin                        |      | Im November 2023 abgestellt in Süderbrarup (verkauft, optisch Schrott) |
| Schwerkleinwagen      | KLV 53            | Klv 53–0415              | 1974      | DB, VKSF                                  |      | |
| Kleinlok              | Diema DVL 30      | Diema 2351 „Bello“       | 1960      | Feldmühle AG, später Stora Feldmühle GmbH |      | Geschenk zum 25-jährigen Jubiläum der Freunde des Schienenverkehrs Flensburg 1997 |
| Dieseltriebwagen      | DSB MO            | MO 1835                  | 1953      | DSB                                       |      | war bis 2017 mit HU 2003 abgestellt, verkauft an den Østsjællandske Jernbaneklub zur Wiederinbetriebnahme |
| Schienenbus           | VT 98             | VT3.08 VT3.09            | 1961 1967 | Elmshorn-Barmstedt-Oldesloer Eisenbahn    |      | Übernahme im Jahr 2021 von der AKN: 95 80 0 798 308-2 D-AD (41 Sitzplätze, Gepäckraum, Theke) und 95 80 0 798 309-0 D-AD (56 Sitzplätze) |
| Personenwagen         | Bü                | FSF01                    |           | Danske Statsbaner                         |      | DSB (Aufschrift Bg h) – 2017 vorhanden, Verbleib unbekannt |
| Personenwagen         | Byg               | FSF02                    |           | Danske Statsbaner                         |      | DSB – 2017 vorhanden, Verbleib unbekannt |
| Personenwagen         | B4if              | FSF03                    |           | Norges Statsbaner                         |      | NSB BFS 65 18603, unter Planen abgestellt neben dem Bahnhof in Scheggerott, an Privatperson abgegeben |
| Personenwagen         | B                 | FSF04                    | 1920      | Norges Statsbaner                         |      | NSB 18831 |
| Personenwagen         | B                 | FSF05                    | 1930      | NSB                                       |      | NSB Co type 38 Nr. 219, gebaut von Strømmens Værksted; 1936 Co3a type 1; 1. Juni 1956 Bo3a type 1; 1970 Bo3c type 4; 30. Mai 1970 B22 type 3; ausgemustert 15. Oktober 1982, im gleichen Jahr an 1986 an Angelner Dampfeisenbahn |
| Personenwagen         | B                 | FSF06                    | 1934      | NSB                                       |      | NSB 452, 1984 erworben, seit 2020 in Aufarbeitung |
| Personen-/Gepäckwagen | BD4ü              | FSF07                    | 1923      | Norges Statsbaner                         |      | NSB CFo type 13 Nr. 98 – gebaut von Strømmens Værksted; 1936 CFo2c type 2; 1956 BFo2c type 2; 1962 BFo2c type 3; 30. Mai 1970 BF32 type 2; ausgemustert am 29. Okt. 1985; 1986 an Angelner Dampfeisenbahn; Verbleib unbekannt |
| Güterwagen            | O                 | FSF10                    | 1948      | DSB                                       |      | Aufschrift: Elo |
| Bahnpostwagen         |                   | FSF11                    | 1922      | Norges Statsbaner                         |      | NSB 1027, seit 2022 in Betrieb |
| Personenwagen         | B                 | FSF21                    |           | Norges Statsbaner                         |      | NSB, 2017 vorhanden, Verbleib unbekannt |
| Halbspeisewagen       | BRbu              | FSF30                    | 1936      | SJ                                        |      | SJ 3132 |
| Personenwagen         | Bk                | FSF32                    |           |                                           |      | 2017 vorhanden, Verbleib unbekannt |
| Personenwagen         | B4ib              | FSF40                    |           | Norges Statsbaner                         |      | NSB 18835, 2017 vorhanden, Verbleib unbekannt |
| Personenwagen         | B                 | FSF41                    |           | Norges Statsbaner                         |      | NSB 18837, 2017 vorhanden, Verbleib unbekannt |
| Wohn-Schlafwagen      | [ 16 ]            |                          |           | Deutsche Bahn                             |      | 2017 vorhanden, Verbleib unbekannt |

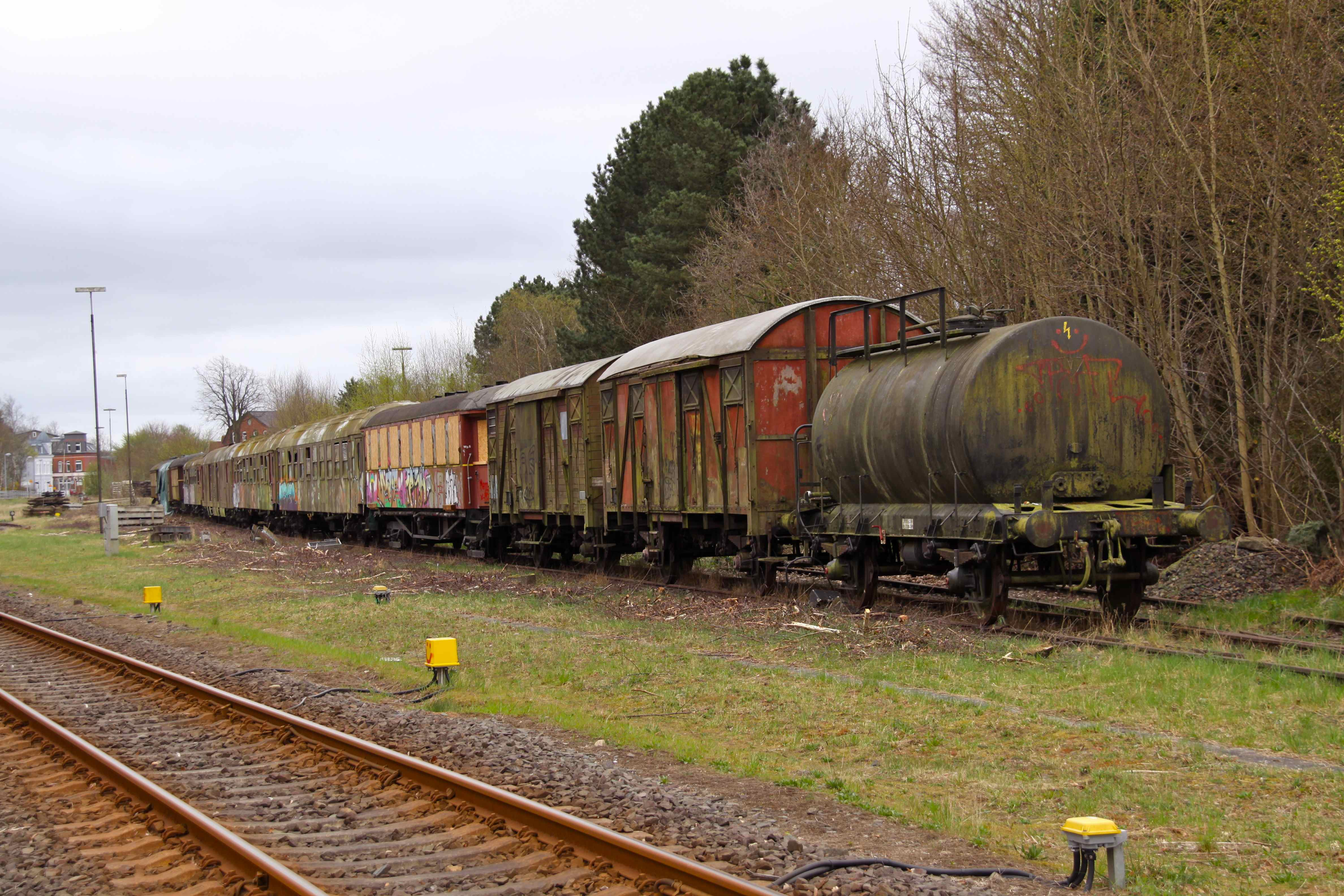
Fahrzeuge in Süderbrarup

Weitere Fahrzeuge des Vereins, darunter die Personenwagen FSF02 und FSF21, der Personenwagen FSF40 – ehemals NSB 18835 – und der Steuerwagen FSF03 – ehemals NSB BFS 65 18603 – standen 2017 zerfallen und teilzerstört im Bahnhof von Süderbrarup. Ein Abtransport über die Schiene war nicht möglich, da sämtliche Gleisverbindungen zur Abstellgruppe ausgebaut waren.
Ende des ersten Halbjahres 2017 wurde die Weichenverbindung wieder herstellt und einige der abgestellten Fahrzeuge abtransportiert. 2022 war das Gelände geräumt.